# Freitisch
Freitisch (mensa gratuita = unentgeltlicher Tisch) nannte man im universitären Leben der frühen Neuzeit bis ins 19. Jahrhundert die unentgeltliche Studentenverpflegung, die damit eine Frühform des Stipendiums darstellt.

## Ausgestaltung
In der Regel lagen den Freitischen landeskirchlich-konfessionelle Stiftungen zugrunde, womit die jeweils angehörigen Studenten in den damals als Ausland geltenden Territorien des Deutschen Reiches oder des Deutschen Bundes bewirtet wurden. Ursprünglich erfolgte die Bewirtung durch die Bürgerhäuser des Studienortes, denen sich dadurch ein Zuverdienst auftat, später wurde die Verpflegung Gasthäusern übertragen. Auch in besonderen Lokalen wie in Halle oder Helmstedt konnte die Bespeisung erfolgen. 
Finanziert wurden die Freitische durch Stiftungen wie z. B. den Nassauischen Zentralstudienfonds oder durch Einkünfte aus säkularisierten Klostergütern, Kollekten oder mildtätigen Stiftungen.
Wo solche Stiftungen noch heute bestehen und Freitische finanzieren, erfolgt meist die Ausgabe von Gutscheinen für die Mensa.